# Реформа Киселёва
Реформа Киселёва — проведённая в 1837—1841 годах по инициативе министра государственных имуществ Российской империи Павла Дмитриевича Киселёва реформа управления государственными крестьянами.

## Подготовка
В 1836 году было образовано 5 отделение Собственной Его Императорского Величества канцелярии под руководством П. Д. Киселёва для разработки проекта крестьянской реформы. Павел Дмитриевич Киселёв был сторонником отмены крепостного права, но при этом предлагал решить этот вопрос постепенно и без потрясений для государства. Ещё не будучи министром, он уже получил право личного еженедельного доклада государю, имея колоссальные возможности для реализации собственных реформаторских идей. Преобразования предполагалось начать с Санкт-Петербургской губернии, поэтому была учреждена Санкт-Петербургская Контора казённых имуществ, в которую из Министерства финансов передавались все дела о государственных крестьянах и имуществах данной губернии.
Однако, чтобы развить свою мысль в целостную программу, а также подкрепить её положительными результатами, Киселёву недостаточно было заведовать государственными имуществами и крестьянами только одной губернии, ему необходимо было насколько это возможно увеличить масштабы предварительного изучения.
В мае 1836 года Киселёв обратился к Николаю I с прошением направить в Московскую, Псковскую, Курскую и Тамбовскую губернии чиновников для проведения ими ревизии государственных имуществ. По окончании проверки каждый из чиновников должен был предоставить копию своего официального донесения губернатору, который, в свою очередь, рассмотрев доклад на все предметы проведения ревизии, выносил те или иные замечания.
Киселёв считал необходимым самому лично вглядеться в положение крестьян и удостовериться в удобстве применения тех или иных начал, которые предполагались для устройства государственных имуществ и в особенности казённых крестьян, поэтому он отправился в некоторые уезды Санкт-Петербургской губернии, а затем в Псковскую, Курскую и Московскую. Возвратившись, он представил краткий доклад императору Николаю I, в котором были намечены основные направления для разработки проекта реформы. Киселёв был уверен в том, что введение особого управления государственными имуществами в губерниях является необходимым и первостепенным действием, предшествующим предполагаемому изменению в податной системе, которое может совершиться с успехом, только если новое управление приобретёт полную и справедливую доверенность у народа.
Проект будущих преобразований, который Киселёв представил Николаю I в мае 1837 года, предполагал учреждение министерства государственных имуществ, губернских палат государственных имуществ, окружного управления, волостного управления, сельского управления, сельский полицейский устав, сельский судебный устав, главные основания хозяйственного устава, учреждение штатов.
27 декабря 1837 года было сформировано Министерство государственных имуществ, в ведении которого находились: казённые, заселённые и пустопорожние земли; казённые оброчные статьи; леса казённого ведомства. Тогда же был утверждён и подписан указ о назначении П. Д. Киселёва министром государственных имуществ.

## Суть реформы
Форма порядка управления государственными крестьянами включала: учреждение центрального органа, открытие местных палат, приём государственных имуществ, создание окружных, волостных и сельских управлений. Новая система была создана для управления казёнными имуществами, попечительства над государственными крестьянами, для заведования сельским хозяйством.
В каждой губернии формировались Палаты государственных имуществ, состоявшие из двух отделений: хозяйственного и лесного. Во главе округа стоял окружной начальник. В зависимости от численности государственных крестьян округ государственных имуществ мог охватывать один или несколько уездов. Округа, в свою очередь, подразделялись на волости, в каждой из которых избиралось волостное правление сроком на три года, состоявшее из волостного главы и двух «заседателей» (по хозяйственной и полицейской части). Волости подразделялись на сельские общества, включавшее в себя одно или несколько селений. Сельский сход состоял из представителей домохозяев от каждых пяти дворов и избирал сельского старейшину сроком на три года, для исполнения полицейских функций — сотских (одного от 200 дворов) и десятских (одного от 20 дворов). Для рассмотрения мелких тяжб и проступков крестьян избирались волостные и сельские «расправы».
В 1842 году был принят указ об обязанных крестьянах. По нему помещикам предоставлялось право по своему желанию освобождать крестьян, заключая с ними договор о предоставлении им земельных наделов в наследственное владение. За это крестьяне должны были выполнять различные повинности в пользу бывших владельцев.
В 1847 году крепостные получали право выкупа на свободу в том случае, если поместье их владельца выставлялось на продажу за долги. В 1848 г. им было предоставлено право покупать незаселённые земли и строения.

## Результаты
- Было введено крестьянское самоуправление в деревне
- Образование школ, больниц
- Принималось решение о переселении крестьян на свободные земли в другие районы страны

Реформа произвела изменения в правовом статусе государственных крестьян, судопроизводству был придан более либеральный и всесословный характер и др. Однако поставленной цели так и не удалось достичь, поскольку в результате перестройки аппарата управления была создана ещё большая опека органами власти над крестьянами, усовершенствована система обложения и взимания податей, что в дальнейшем вызвало массовые волнения государственных крестьян в 1841—1843 годах.